# Gaio Turranio
Gaio Turranio Gracile (in latino Gaius Turranius Gracilis; fl. 7 a.C.–48) è stato un politico romano appartenente alla classe degli Equites sotto i principati di Augusto, Tiberio, Caligola e Claudio.

## Biografia
Dall'8 marzo 7 a.C. fino al 4 giugno 4 a.C., Turranio fu Praefectus Alexandreae et Aegypti; la durata del suo mandato coincide con quella consueta per tale carica sotto l'imperatore Augusto.
Prima della fine del suo mandato, Turranio fece registrare i funzionari del tempio con le loro famiglie. Il servizio dei templi egizi era infatti finanziato da fondi pubblici e la registrazione fu fatta per evitare che i non sacerdoti abusassero del sistema di finanziamento pubblico. 
Dal 14 d.C. ad almeno il 48, Turranio ricoprì la carica di praefectus annonae, carica che gli conferiva la responsabilità dell'approvvigionamento di cibo a Roma.